# Little Mountain
Little Mountain – miasto w Stanach Zjednoczonych, w stanie Karolina Południowa, w hrabstwie Newberry.